# Xavier Castañeda
Xavier Castañeda (Chicago, Illinois; 26 de marzo de 2000) es un baloncestista estadounidense nacionalizado bosnio, que pertenece a la plantilla del Unicaja Málaga de la Liga ACB española. Con 1,84 metros de estatura, juega en la posición de base.

## Trayectoria deportiva

### Universidad
Jugó tres temporadas con los Bulls de la Universidad del Sur de Florida, en las que promedió 5,5 puntos, 2,0 rebotes y 1,9 asistencias por partido. El 18 de marzo de 2021 optó por ser incluido en el portal de transferencias de la NCAA, y en mayo recaló en los Zips de la Universidad de Akron. Allí jugó dos temporadas más, en las que promedío 17,5 puntos, 4,0 rebotes y 2,6 asistencias por partido. En su última temporada, tras conseguir 21,7 puntos y 4,3 rebotes por encuentro, fue incluido en el mejor quinteto de la Mid-American Conference, siendo el mejor anotador de la conferencia, además del jugador con más triple-dobles anotados y con el mejor porcentaje (39,0%).

### Profesional
Tras no ser elegido en el Draft de la NBA de 2023, disputó las Ligas de Verano de la NBA con Los Angeles Clippers. Firmó su primer contrato profesional con el Lavrio B.C. de la A1 Ethniki, con los que disputó una temporada, en la que promedió 15,1 puntos, 3,3 rebotes y 2,5 asistencias en tan solo 24,4 minutos de juego por partido.
El 1 de junio de 2024 firmó con el JL Bourg Basket de la LNB Pro A francesa. En noviembre de 2024 fue seleccionado para disputar el All-Star de la liga francesa.
El 20 de junio de 2025 fichó por el Unicaja Málaga de la Liga ACB española.